# Batalha do Ebro
A Batalha do Ebro (Espanhol: Batalla del Ebro) foi a mais longa e mais sangrenta batalha da Guerra Civil Espanhola. Ela ocorreu entre julho e novembro de 1938, com a luta concentrada principalmente na comarca de Terra Alta na Catalunha e em Fayón, um município de Aragão, duas áreas escassamente povoadas ao longo do curso inferior do rio Ebro. O resultado da batalha foi desastroso para a Segunda República Espanhola, com dezenas de milhares de mortos e feridos, e com pouco efeito sobre o avanço implacável dos nacionalistas.

## Antecedentes

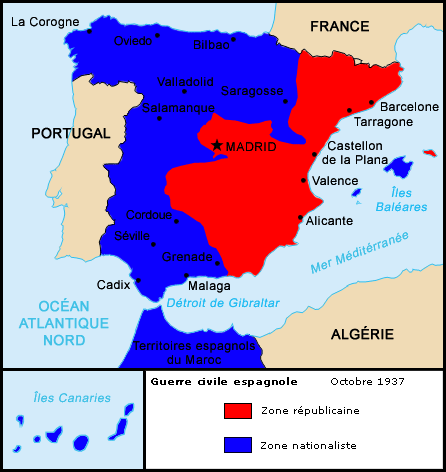
Mapa da Espanha seis meses antes da Batalha do Ebro. Territórios Republicanos em vermelho, e territórios Nacionalistas em azul

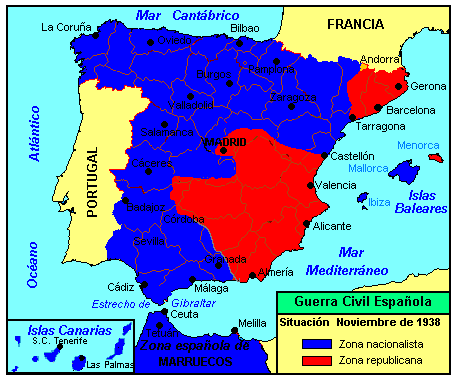
Mapa da Espanha em novembro de 1938 ao fim da Batalha do Ebro e imediatamente antes da Ofensiva da Catalunha.

Em 1938, a República Espanhola estava em apuros. O País Basco tinha sido conquistado pelos nacionalistas, o Partido Operário de Unificação Marxista (POUM) fora esmagado pelo stalinista Partido Comunista de Espanha, e muitos governos estrangeiros perceberam que era apenas uma questão de tempo que a questão de quem iria governar Espanha seria resolvida em favor dos nacionalistas.
No inverno de 1937-1938 o Exército Popular Republicano tinha esgotado as suas forças na Batalha de Teruel, uma série de combates sangrentos em temperaturas abaixo de zero em torno da cidade de Teruel, que acabou sendo tomado pelo exército franquista em fevereiro de 1938.
O General Franco, iniciou em seguida a sua Ofensiva de Aragão sem que seus inimigos tivessem a chance de se recuperar. Esta seria uma das operações mais decisivas da Guerra Civil Espanhola. Lutando em meio a temperaturas de inverno amargas, o exausto exército republicano poderia oferecer somente uma resistência débil. Apressando-se vitoriosamente através do terreno montanhoso ao sul Aragão, as tropas de Franco alcançaram o mar Mediterrâneo em Vinaròs em 15 de abril. Como resultado, o exército nacionalista tinha conquistado Lleida e as hidrelétricas que fornecem eletricidade a grande parte das áreas industriais catalães.
Os exércitos franquistas atacaram ao norte de Valência, com a intenção de capturar a capital republicana, em vez de avançar em direção a Barcelona, temendo que a França iria entrar na guerra em apoio à República. Em resposta à situação, o primeiro ministro espanhol Juan Negrín aprovou um plano de Vicente Rojo Lluch para lançar ataques contra as principais forças franquistas que avançavam em direcção a Valência. O objetivo dos ataques eram aliviar a pressão sobre Valência e a Catalunha, bem como para mostrar aos governos europeus que o governo republicano ainda era viável.
O Exército Republicano na Catalunha tinha recebido 18 mil toneladas de material de guerra entre março e meados de junho e doze novas divisões foram formadas com presos nacionalistas de guerra e uma prolongada convocação, que incluía homens de meia-idade e rapazes de 16 anos (chamada convocação da mamadeira), formando um novo exército, o Exército do Ebro.

## Batalha

### Ataque republicano
O Exército Republicano preparou-se para a travessia do rio Ebro durante uma semana inteira. Os comandos do corpo XIV cruzaram o rio, a fim de obter informações sobre as posições nacionalistas e as tropas republicanas treinaram a travessia em ravinas, rios e na costa. A espionagem Nacionalista por sua vez coletou informações que foram enviadas para o Alto Comando, alertando sobre os movimentos de tropas, a concentração das Brigadas Internacionais, jangadas e pontes flutuantes do outro lado do rio, mas Franco pensou que o Exército Republicano não estaria pronto para empreender uma ofensiva cruzando o Ebro.
Para a travessia, eles escolheram a curva do rio Ebro entre Fayon e Benifollet uma área protegida pela 50a divisão do Exército Nacionalista. O exército republicano começou a travessia do rio Ebro, na noite sem lua do 24-25 julho. Os primeiros comandos republicanos que cruzaram o rio, mataram os guardas nacionalistas e fixaram as linhas para os barcos de assalto, em seguida, as primeiras tropas republicanas cruzaram em noventa barcos (cada um dos quais com 10 homens). As tropas restante do V e XV Corpo cruzaram no dia seguinte, inicialmente em três pontes flutuantes. A surpresa foi total e as forças republicanas foram inicialmente bem-sucedida. No entanto, um ataque secundário perto de Amposta, realizado pela XIV Brigada Internacional, falhou após 18 horas de combate, o que forçou a brigada a recuar, após sofrer grandes perdas.
No primeiro dia, as tropas republicanas cercaram as tropas da 50a divisão do coronel Campos, fazendo 4.000 prisioneiros, e levando muitos soldados nacionalistas a desertarem. Até o 26 de julho, as tropas republicanas ocupavam 800 km2 e chegaram aos arredores de Gandesa, no entanto, a XIII de Divisão Nacionalista estava na cidade e as tropas republicanas não conseguiu ocupá-la.
Franco enviou reforços para a frente do Ebro (oito divisões, mais de 140 bombardeiros e 100 caças) e ordenou abrir as represas de Tremp e Camarasa. A água da inundação destruiu as pontes flutuantes, embora os engenheiros republicanos tenham conseguido consertá-las em dois dias. Além disso, a Legião Condor e a Aviazione Legionaria bombardeavam as pontes permanentemente, embora estas fossem reparadas durante a noite. A dificuldade em manter as pontes fez com que apenas 22 tanques e pouca artilharia, suprimentos e munições conseguissem atravessar o rio Ebro.
O objetivo principal dos republicanos era a cidade de Gandesa, cerca de 25 km a oeste do rio Ebro, uma encruzilhada para a Catalunha e as estradas norte / sul paralelas ao Ebro. O terreno ao redor da cidade era extremamente montanhoso, com a Serra de Cavalls, Serra de Pàndols e Serra de la Fatarella com o solo calcário duro e florestas escassas oferecendo pouca cobertura e abrigo contra o fogo franquista. Em 27 de julho, Modesto ordenou atacar a cidade com tanques T-26 e em 30 de Julho concentrou a artilharia em torno Gandesa lançando um ataque de infantaria contra ela. No dia 1 de Agosto, a XV Brigada Internacional atacou a Colina 481 na frente de Gandesa, sofrendo enormes baixas, apesar de todo esforço o assalto republicano falhou devido à superioridade aérea e de artilharia dos nacionalistas, e Modesto ordenou que o Exército do Ebro passasse à defensiva.

### Batalha de atrito
Após o fim da ofensiva republicana, o exército republicano do Ebro estava em um bolsão de costas para o rio os oficiais nacionalistas queria atacar através do rio Segre e avançar para Barcelona, mas Franco queria destruir o Exército Republicano do Ebro. Os nacionalistas concentraram a maior parte de sua artilharia e forças aéreas na frente do Ebro. Por outro lado, o Alto Comando Republicano ordenou suas tropas de resistir e não recuar e oficiais e soldados foram executados por se retirarem.
A batalha foi travada por ambos os lados como as da Frente Ocidental na Primeira Guerra Mundial, com cada lado lançando ataques frontais sangrentos nas posições inimigas. A tática nacionalista era de concentrar ataques de artilharia e aéreo em pequenas áreas, a fim de tornar a resistência impossível e depois lançar um ataque frontal de infantaria com um ou dois batalhões a fim de ocupar o local. Quase todos os dias 500 canhões disparavam mais de 13.000 rondas nas tropas republicanas e mais de 200 aeronaves nacionalistas despejavam 10.000 libras de bombas. Apesar da inferioridade em armamento, as tropas republicanas lutaram com bravura respondendo os ataques nacionalistas com barragens de metralhadora e morteiros. Em muitas zonas, o terreno era muito difícil de cavar trincheiras, o calor de agosto era insuportável e as tropas republicanas sofriam escassez de água e comida.

### Contra-ofensiva Nacionalista

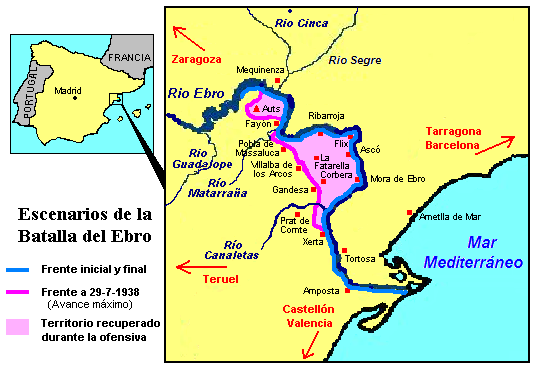
Campo de batalha do Ebro. Em rosa o máximo avanço republicano

As forças nacionalistas lançaram seis contra-ofensivas a fim de reocupar o território ocupado pelos republicanos. O primeiro contra-ofensiva foi lançada no dia 6 de agosto contra o bolsão localizado entre Mequinenza e Fayon. A Legião Condor despejou 50 toneladas de bombas e a 10 de agosto as tropas republicanas foram forçadas a abandonar o local, tendo os republicanos perdido 900 homens e 200 metralhadoras. Em 11 de agosto os nacionalistas liderados por Camilo Alonso Vega lançaram um ataque contra a Serra de Pàndols realizada pela 11 ª Divisão do Lister. Em 14 de agosto, o nacionalistas ocuparam o ponto mais alto de Santa Magdalena. Em 18 de agosto os nacionalistas abriram novamente as barragens no rio Segre, destruindo as pontes flutuantes no Ebro e em 19 de agosto Yague com seis divisões e apoiada pela Legião Condor, após cinco dias de intensos combates capturou Villalba del Arcs e Gaeta.
Depois de seis semanas de combates os nacionalistas tinham recuperado 120 milhas quadradas. Por outro lado, em 21 de setembro, o primeiro-ministro Republicano, Juan Negrin, anunciou a retirada incondicional das Brigadas Internacionais.

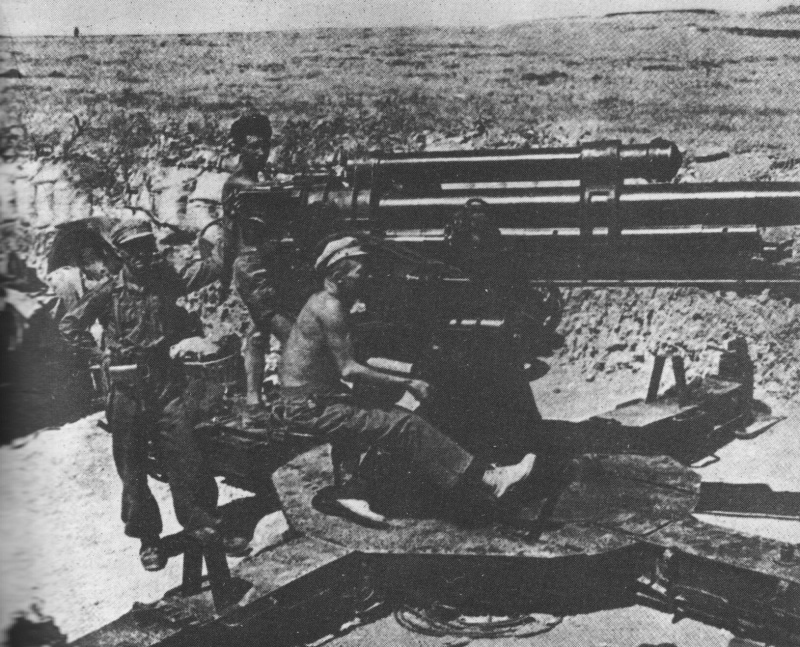
Republicano Artilharia antiaérea Republicana na Batalha do Ebro

Em 16 de novembro, os últimos nacionalistas retiraram-se para a outra margem do Ebro encerando a batalha.

## Resultados

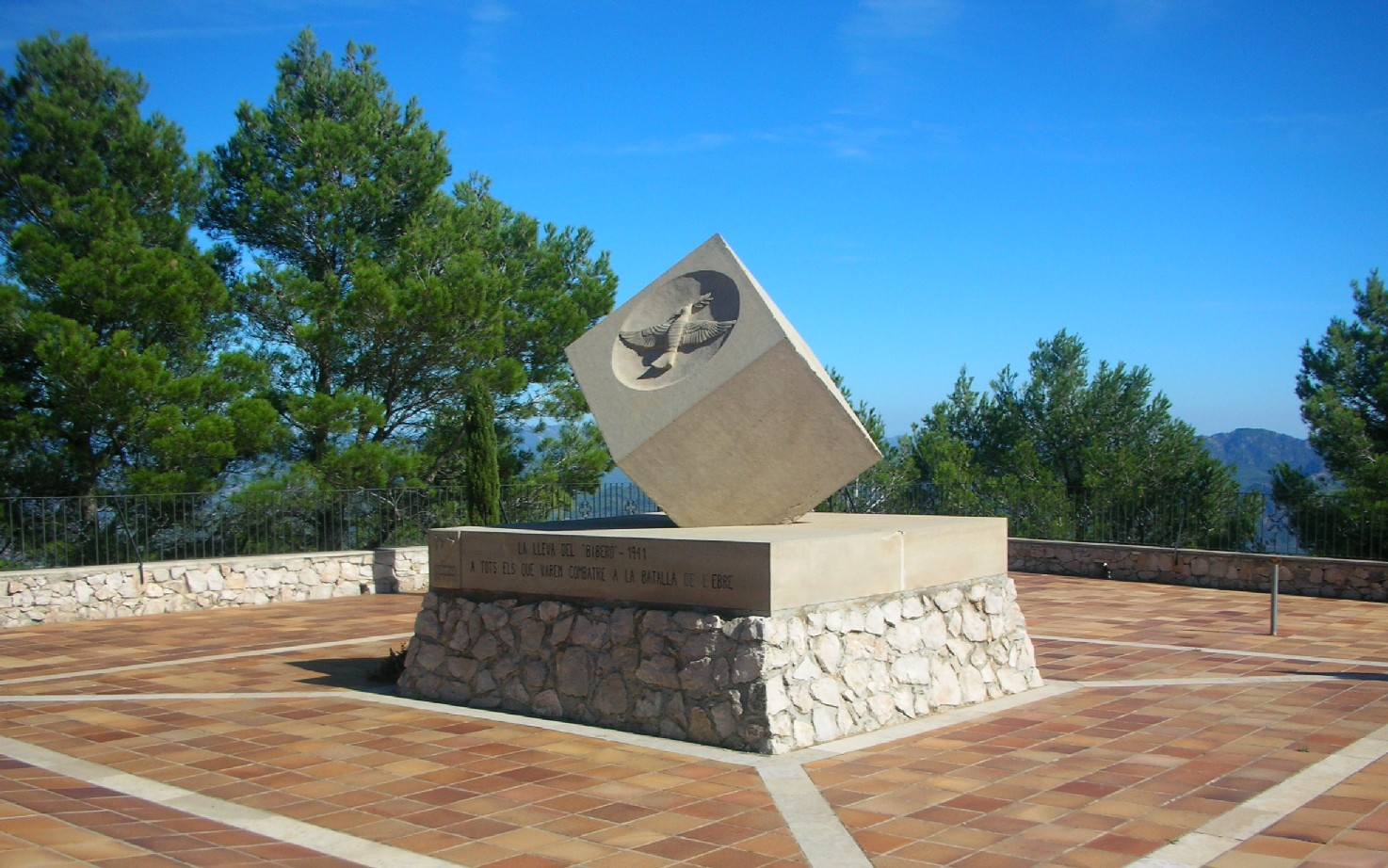
Monumento aos que morreram na batalha localizado no monte 705, na Serra de Pàndols

Antony Beevor têm argumentado que "a política de guerra ativa" de Negrín de atacar em vez de adotar fortes defesas e esperando por um conflito europeu mais vasto, foi impulsionado principalmente pelo desejo propagandista de vitórias do PCE, e como no Ebro, destruiu o exército republicano sem obter resultados plausiveis.
Os republicanos foram incapazes de realizar qualquer um de seus objetivos estratégicos e, de acordo com Beevor, não estavam dispostos a aplicar a teoria da operação profunda de seus ataques - ou seja, as suas forças passaram um longo tempo limpando posições defensivas secundárias nacionalistas, permitindo que as forças nacionalistas altamente mecanizadas implantassem rapidamente posições defensivas fortes.
A superioridade nacionalista em números e armamentos significava que eles eram mais capazes de suportar as perdas do que os republicanos. O Ebro viu o exército republicano destruído como uma força efetiva, enquanto a força aérea republicano já não era capaz de oferecer mais resistência.
Ambos os lados sofreram perdas enormes, variando de 50,000 a 110 mil vítimas, e perdendo muitos aviões (os republicanos entre 130 a 150). Os nacionalistas tinham perdido a maioria de seus melhores oficiais e muitos de seus tanques e caminhões necessitavam de reparos ou peças de reposição, e o exército republicano tinha perdido a maior parte de suas armas e unidades experientes. No entanto, Franco assinou uma nova lei de mineração fazendo enormes concessões ao governo alemão, garantindo que a Alemanha enviasse novas armas para as forças nacionalistas, e assim em dezembro Franco pôde lançar a ofensiva contra a Catalunha.